# Векслер, Борис Ефимович
Борис Ефимович Векслер (15.06.1922 — после 1985) — советский инженер и учёный в области разведочной геофизики, лауреат Государственной премии СССР 1970 года.
Родился 15.06.1922 в г. Сальск. Член КПСС с 1944 года.
В 1941—1946 гг. служил в РККА, участник войны, старшина топо-вычислительной части 1120 бат. 407 ЖДАД (железнодорожный артиллерийский дивизион). Награждён орденами Красной Звезды (21.01.1945), Отечественной войны II степени (06.04.1985), медалью «За отвагу» (30.06.1944).
Окончил Московский электротехнический институт связи (1950).
В 1950—1969 гг. работал на московском заводе «Нефтеприбор» (до 1954 г. Завод № 14), в 1962—1969 гг. начальник СКБ.
С 1969 г. зав. конструкторским отделом ВНИИ ядерной геофизики и геохимии (ВНИИЯГГ).
Кандидат технических наук. Диссертация:
- Вопросы исследования и разработки сейсморазведочной и сейсмообрабатывающей аппаратуры : диссертация … кандидата технических наук : 05.00.00. — Москва, 1968. — 253 с. : ил.

Соавтор нескольких изобретений. 14 марта 1961 года награждён Большой серебряной медалью ВДНХ.
Лауреат Государственной премии 1970 года (в составе коллектива) — за коренное усовершенствование и повышение геологической эффективности поисков и разведки месторождений полезных ископаемых сейсмическим способом.
Сочинения:
- Векслер Б. Е., Карус Е. В., Тетельбаум Б. И. «Обработка сигнала ЯМК с использованием быстрого преобразования Фурье». ВНИИЯГГ. М.: 1979 г.